# Taylor Silverholt
Taylor Silverholt (Halmstad, 4 aprile 2001) è un calciatore svedese, attaccante dell'Elfsborg.

## Carriera

### Club
Cresciuto nel settore giovanile dell'Halmstad, nel 2018 è stato acquistato dal Mjällby con cui ha iniziato la sua carriera professionistica. Ha fatto il suo esordio il 2 giugno nell'incontro di Division 1 vinto 6-0 contro l'Oddevold realizzando al contempo la sua prima rete. Con il club giallonero ha conquistato due promozioni consecutive arrivando in Allsvenskan nel 2020. Ha esordito nella massima divisione svedese il 18 giugno nella partita persa 1-0 contro il Falkenberg ed il 9 agosto ha segnato il suo primo gol stagionale contro l'AIK.
Il 10 luglio 2022 è tornato in prestito al Falkenberg, dove ha concluso la stagione in Ettan, la terza serie nazionale; il 14 dicembre seguente è stato ceduto in prestito allo Jönköpings Södra in Superettan (seconda divisione).
Il 19 dicembre 2023 è stato acquistato a titolo definitivo dall'Helsingborg, con cui si è reso protagonista di un'ottima stagione dal punto di vista personale segnando 13 reti nel campionato di Superettan 2024.
Il 3 marzo 2025 è tornato ufficialmente a far parte di una squadra di prima divisione con l'acquisto da parte dell'Elfsborg.

### Nazionale
Ha giocato con le nazionali giovanili svedesi Under-17 ed Under-19.

## Statistiche

### Presenze e reti nei club
Statistiche aggiornate al 27 aprile 2025.
| Stagione           | Squadra            | Campionato         | Campionato | Campionato | Coppe nazionali | Coppe nazionali | Coppe nazionali | Coppe continentali | Coppe continentali | Coppe continentali | Altre coppe | Altre coppe | Altre coppe | Totale | Totale | Totale |
| Stagione           | Squadra            | Comp               | Pres       | Reti       | Comp            | Pres            | Reti            | Comp               | Pres               | Reti               | Comp        | Pres        | Reti        | Pres   | Reti   |        |
| ------------------ | ------------------ | ------------------ | ---------- | ---------- | --------------- | --------------- | --------------- | ------------------ | ------------------ | ------------------ | ----------- | ----------- | ----------- | ------ | ------ | ------ |
| 2018               | Mjällby            | D1                 | 1          | 3          | CS+CS           | 0               | 0               | -                  | -                  | -                  | -           | -           | -           | 1      | 3      |        |
| 2019               | Mjällby            | S1                 | 13         | 3          | CS+CS           | 0               | 0               | -                  | -                  | -                  | -           | -           | -           | 13     | 3      |        |
| 2020               | Mjällby            | A                  | 11         | 1          | CS+CS           | 4+1             | 3+1             | -                  | -                  | -                  | -           | -           | -           | 16     | 5      |        |
| 2021               | Mjällby            | A                  | 6          | 0          | CS+CS           | 3+0             | 2+0             | -                  | -                  | -                  | -           | -           | -           | 9      | 2      |        |
| 2022               | Mjällby            | A                  | 2          | 0          | CS+CS           | 3+0             | 0               | -                  | -                  | -                  | -           | -           | -           | 5      | 0      |        |
| Totale Mjällby     | Totale Mjällby     | Totale Mjällby     | 43         | 7          |                 | 11              | 6               |                    | -                  | -                  |             | -           | -           | 54     | 13     |        |
| 2022               | Falkenberg         | D1                 | 16+2       | 6+0        | CS+CS           | 0               | 0               | -                  | -                  | -                  | -           | -           | -           | 18     | 6      |        |
| 2023               | Jönköpings Södra   | S1                 | 29         | 8          | CS+CS           | 3+1             | 0               | -                  | -                  | -                  | -           | -           | -           | 33     | 8      |        |
| 2024               | Helsingborg        | S1                 | 30         | 13         | CS+CS           | 2+1             | 2+1             | -                  | -                  | -                  | -           | -           | -           | 33     | 16     |        |
| 2025               | Helsingborg        | S1                 | 0          | 0          | CS              | 3               | 1               | -                  | -                  | -                  | -           | -           | -           | 3      | 1      |        |
| Totale Helsingborg | Totale Helsingborg | Totale Helsingborg | 30         | 13         |                 | 6               | 4               |                    | -                  | -                  |             | -           | -           | 36     | 17     |        |
| 2025               | Elfsborg           | A                  | 6          | 3          | CS+CS           | 1+0             | 0               | -                  | -                  | -                  | -           | -           | -           | 7      | 3      |        |
| Totale carriera    | Totale carriera    | Totale carriera    | 126        | 37         |                 | 22              | 10              |                    | -                  | -                  |             | -           | -           | 148    | 47     |        |

## Palmarès

### Club

#### Competizioni nazionali
- Superettan: 1

Mjällby: 2019